# Maggie
Maggie is een voornaam, vooral voorkomend in Engelstalige landen. Het is de verkorte versie van de naam Margaret, Magdalene, Marjorie of Margarida.

## Bekende naamdraagsters
- Maggie Cheung (1964-), een actrice uit Hong Kong
- Maggie De Block (1962-), een Belgisch politica
- Maggie Furey (1955-), een Brits schrijfster
- Maggie Grace (1983-), een Amerikaans actrice bekend van de televisieserie Lost
- Maggie Gyllenhaal (1977-), een Amerikaans actrice
- Maggie McNamara (1928-1978), een Amerikaans actrice
- Maggie MacNeal (1950-), de artiestennaam van de Nederlandse zangeres Sjoukje Smit
- Maggie Q (1979-), de artiestennaam van de Amerikaanse actrice Margaret Quigley
- Maggie Reilly (1956-), een Schotse zangeres
- Maggie Siff (1974-), een Amerikaans actrice
- Maggie Smith (1934-2024), een Brits actrice
- Margaret Thatcher (1925-2013), de eerste vrouwelijke premier van het Verenigd Koninkrijk
- Maggie Wheeler (1961-) (ook bekend als Maggie Jakobson), een Amerikaans actrice

## Naamdragers in fictie
- Captain Maggie Beckett, van de Amerikaanse televisieserie Sliders
- Maggie Greene, van de Amerikaanse strip en televisieserie The Walking Dead
- Maggie Horton, van de Amerikaanse soapserie Days of Our Lives
- Maggie O'Connell, een van de hoofdpersonen van het televisieprogramma Northern Exposure
- Maggie O'Dell, een personage uit de boeken van de Amerikaanse schrijver Alex Kava
- Margaret "Maggie" Pollitt (ook wel "Maggie the Cat"), van het toneelstuk van Tennessee Williams in 1955, Cat on a Hot Tin Roof
- Maggie Sawyer, een politieagente uit de Batman en Superman strips
- Maggie Simpson, van het televisieprogramma The Simpsons
- Maggie Sloane, van de Australische televisieserie A Country Practice
- Maggie Stone, van de Amerikaanse soapserie All my Children
- Maggie Walsh, van de televisieserie Buffy the Vampire Slayer
- Maggie, een van de hoofdpersonen van de Amerikaanse strip Bringing Up Father
- Maggie, een koe uit de Disneyfilm Home on the Range uit 2004

## Overig
- Maggie (film), een post-apocalyptische horrorfilm uit 2015 met Arnold Schwarzenegger, Abigail Breslin en Joely Richardson
- Maggie (2019), Amerikaanse film uit 2019
- Maggie (televisieserie), een Amerikaanse televisieserie uit 2022